# ریوکیشی۰۷
ریوکیشی۰۷ (竜騎士07 Ryūkishi Zero-Nana, زادهٔ ۱۹ نوامبر ۱۹۷۳؛ نام واقعی نامشخص) نام مستعار نویسنده‌ای ژاپنی است که عضو اصلی گروه سونث اکسپنژن می‌باشد. او خالق مجموعه رمان‌های تصویری وقتی که آن‌ها گریه می‌کنند می‌باشد؛ از جمله هیگوراشی، اومینکو و کیکونیا وقتی که آن‌ها گریه می‌کنند. نام مستعار او برگرفته از فاینال فانتزی است: «ریوکیشی» اصطلاحی به معنای «اژدها» و ۰۷ نوعی بازی با کلمه است و اشاره به «لنا» دارد.

## اوایل زندگی
ریوکیشی۰۷ در یک مدرسهٔ فنی مخصوص هنر درس خواند و مشغول به نوشتن دوجینشی شد؛ در همین حال او به انیمه، مانگا و بازی‌های ویدئویی علاقه پیدا کرد. هنگام تحصیل در کالج او تلاش کرد مانگا و رمان بنویسد، اما پی برد که «صرف نظر از اشتیاق برای چیزی، بدون مهارت هرگز نمی‌توان همچون یک فرد حرفه‌ای آن را انجام داد». او با یکی از همکارانش در یک گروه تئاتر آشنا شد. این آشنایی موجب شد او نمایشنامه‌ای با عنوان ایستگاه اتوبوس هینامیزاوا (雛見沢停留所 Hinamizawa Teiryūjo) نوشت و آن را در یک مسابقه ثبت کرد. گرچه او بعداً باخت. برادر کوچکتر او که مورد الهام موفقیت رمان تصویری تسوکیهیمه از تایپ-مون قرار گرفته بود، به او پیشنهاد داد که او و ریوکیشی رمان صوتی خودشان را تولید کنند. ریوکیشی با بازسازی ایستگاه اتوبوس هینامیزاوا و قسمت‌بندی آن، مجموعه رمان تصویری هیگوراشی وقتی که آن‌ها گریه می‌کنند را تولید کرد. پس از فارغ‌التحصیل شدن از مدرسهٔ فنی، او آرزو داشت یک توسعه‌دهنده بازی ویدئویی شود. او تمرکز خود را بر روی پیدا کردن شغل در یک شرکت تولیدکنندهٔ بازی ویدئویی گذاشت، اما نتوانست. او شغلی در یک فروشگاه لباس‌های مردانه پیدا کرد، اما پس از چند ماه او به‌طور امتحانی پیشنهاد کار در یک آژانس خدمات اجتماعی را پذیرفت. پیشنهاد کار بر اساس آزمونی بود که ریوکیشی داده بود.

## شغل
ریوکیشی۰۷ گروه دوجین سونث اکسپنژن را در ۲۰۰۱ راه‌اندازی کرد. او در ابتدا یک بازی جمع‌آوری کارت با عنوان لیف فایت برای توسعه‌دهندهٔ اروگه، لیف تولید کرد. پس از اینکه برادر کوچکترش یاتازاکورا برنامه‌نویسی بازی را یادگرفت، سونث اکسپنژن شروع به تولید هیگوراشی وقتی که آن‌ها گریه می‌کنند کرد که بازسازی مفاهیمی از نمایشنامهٔ ایستگاه اتوبوس هینامیزاوا و تبدیل آنها به یک رمان تصویری وحشت روانشناختی می‌باشد و شخصیت‌های آن از رمان‌های کی الهام گرفته شده است.
ریوکیشی۰۷ در یک مصاحبه با دامیان باندراک از ژورنال دو ژاپون در ۲۰۱۲ گفت:
در ابتدا مخاطبانم اوتاکوهایی بودند که در کومیکت شرکت می‌کردند، که خودشان کسر کوچکی از اوتاکوهای ژاپن بودند؛ و اوتاکوهای ژاپن هم بخش کوچکتری از ژاپنی‌ها بودند! هرگز برای یک لحظه هم تصور نمی‌کردم که آثارم در آنطرف دنیا، در فرانسه خوانده، چاپ، ویرایش شوند… به عنوان مثال هیگوراشی، من هرگز فکر نمی‌کردم افرادی خارج از ژاپن به آن علاقه‌مند باشند. به ویژه اومینکو متنی است که حتی ژاپنی‌ها هم در خواندن آن دچار مشکل می‌شوند؛ بنابراین فکر اینکه خارجی‌ها تلاش کردند آن را بخوانند، درک کنند و ترجمه‌اش کنند خوشحالی غیرقابل‌توصیف برایم می‌آورد.
نوشته‌های ریوکیشی همچون سبک یک‌درمیانی از «صحنه‌های هراس‌انگیز و شوخی‌های بچه‌مدرسه‌ای» توصیف شده است. او گفته «یک داستان باید شبیه ترن هوایی باشد. به این منظور که پیش از نوشتن یک صحنهٔ واقعاً ظالمانه، باید روحیهٔ مخاطبان را با چیزی به عنوان مثال یک صحنهٔ سرگرم‌کننده بالا ببرم… قبل از نوشتن صحنه‌ای از ناامیدی محض، باید از صحنه‌های امید گذر کنیم. و در حقیقت هنگامی که می‌نویسم، همهٔ اینها مرا خیلی سرگرم می‌کند.» ریوکیشی همچنین اشاره کرده که سپس هیچ‌کدام باقی نماندند منبع الهامش بوده است.
کونامی از ریوکیشی۰۷ درخواست کرد بازی ویدئویی سایلنت هیل اف را بنویسد چون آن‌ها به دنبال نویسنده‌ای بودند که بتواند «ضرورت وحشت ژاپنی را واقعاً درک کند».

## آثار
- هیگوراشی وقتی که آن‌ها گریه می‌کنند (سناریو و تصاویر، رمان‌های کودانشا باکس)
- کایدان تو اودورو سوشیته آناتا وا کایدان د اودورو (怪談と踊ろう、そしてあなたは階段で踊る Kaidan to Odorō, Soshite Anata wa Kaidan de Odoru؟)، رمان، سریال‌سازی شده در فائوست
- کایدان تو اودورو سوشیته آناتا وا کایدان د اودورو ( 怪談と踊ろう、そしてあなたは階段で踊る؟)، مانگا
- هیگوراشی دی‌بریک (سناریو)
- اومینکو وقتی که آن‌ها گریه می‌کنند (سناریو و تصاویر، رمان‌های کودانشا باکس)
- ری‌رایت توسط کی (جزئی از سناریو)
- اوکامی کاکوشی توسط کونامی (طرح اصلی/کارگردان)
- هیگانبانا نو ساکو یورو نی
- ناتسو نو کاگه‌رو (なつのかげろう Natsu no Kagerō؟)، یک بازی سه بعدی کنسل شده با همکاری توایلایت فرانتیر
- رز گانز دیز (سناریو و بخشی از طرح‌های شخصیت‌ها)
- ایوایهیمه (سناریو)
- هوتاروبی نو تومورو کورو نی (داستان)
- تریانتولوژی: آلیس در آینهٔ سه‌تایی (بخشی از سناریو و بخشی از تصاویر)
- رن‌آی هارم گیم شوریو نو اوشیراسه گا کورو کورو نی (Renai Harem Game Shuuryou no Oshirase ga Kuru Koro ni؟) (سناریو)
- کیکونیا وقتی که آن‌ها گریه می‌کنند (سناریو)
- باکه‌مونوتاچی گا اوسوبوکو کورو نی ~ باکه‌مونوهیمه نو کاتی‌کیوشی ~  (バケモノたちが嘯く頃に ～バケモノ姫の家庭教師～ Bakemonotachi ga Usobuku Koro ni ~ Bakemonohime no Kateikyoushi؟)، رمان
- گنسو روگوکو نو کالیدوسکوپ (سناریو)
- لوپرز توسط کی (سناریو)
- سایلنت هیل اف توسط کونامی (سناریو)